# Central Park Tower
Central Park Tower, tidigare Nordstrom Tower, är en skyskrapa för bostäder i stadsdelen Billionaires' Row på Manhattan i New York, New York i USA. Skyskrapan var känd ursprungligen som Nordstrom Tower, namngivet efter varuhuskedjan Nordstrom, som har ett varuhus på de första sju våningarna i skyskrapan.
Den uppfördes mellan 2014 och 2020 till en totalkostnad på tre miljarder amerikanska dollar. Skyskrapan har 179 ägarlägenheter, som är 133–1 626 kvadratmeter stora. Försäljningspriserna på dessa låg på 3,9–63 miljoner dollar. Den dyraste bostaden såldes dock, i oktober 2021, för 40,83 miljoner dollar, nästan 35% lägre än begärt. Skyskrapan är 472,44 meter hög och har officiellt 98 våningar. Den är världens högsta skyskrapa för bostäder.